# Concœur-et-Corboin
Concœur-et-Corboin est une ancienne commune française, située dans le département de la Côte-d'Or en région Bourgogne-Franche-Comté

## Géographie
La commune avait une superficie de 6,84 km2.

## Histoire
Elle a été créée en 1801 par la fusion des communes de Concœur et de Corboin. Par arrêté préfectoral du 14 avril 1970, la commune de Concœur-et-Corboin est réunie le 1er mai 1970 à la commune de Nuits-Saint-Georges.

## Administration
| Période                                  | Période | Identité | Étiquette | Qualité |
| ---------------------------------------- | ------- | -------- | --------- | ------- |
|                                          |         |          |           |         |
| Les données manquantes sont à compléter. |         |          |           |         |

## Démographie
| 1793 | 1800 | 1806 | 1821 | 1831 | 1836 | 1841 | 1846 | 1851 |
| ---- | ---- | ---- | ---- | ---- | ---- | ---- | ---- | ---- |
| 211  | 242  | 254  | 263  | 239  | 241  | 216  | 207  | 186  |

| 1856 | 1861 | 1866 | 1872 | 1876 | 1881 | 1886 | 1891 | 1896 |
| ---- | ---- | ---- | ---- | ---- | ---- | ---- | ---- | ---- |
| 189  | 189  | 178  | 163  | 170  | 187  | 173  | 139  | 139  |

| 1901 | 1906 | 1911 | 1921 | 1926 | 1931 | 1936 | 1946 | 1954 |
| ---- | ---- | ---- | ---- | ---- | ---- | ---- | ---- | ---- |
| 144  | 145  | 130  | 117  | 106  | 102  | 88   | 101  | 98   |

| 1962 | 1968 | - | - | - | - | - | - | - |
| ---- | ---- | - | - | - | - | - | - | - |
| 89   | 56   | - | - | - | - | - | - | - |

Histogramme

(élaboration graphique par Wikipédia)